# Lista de países por extensão total de contorno
A lista de países por extensão total de contorno indica a soma das fronteiras terrestres e do litoral de cada país, ou seja o contorno total do país;

## Maiores extensões
Lista parcial - países com contornos mais extensos - Dados a partir do CIA World Factbook.
| Ordem | País                         | Front. Terrestre (km) | Litoral (km) | Contorno total (km) |
| ----- | ---------------------------- | --------------------- | ------------ | ------------------- |
| 1     | Canadá                       | 8.893                 | 202.080      | 210.973             |
| 2     | Rússia                       | 20.017                | 37.653       | 57.670              |
| 3     | Indonésia                    | 2.830                 | 54.716       | 57.546              |
| 4     | Dinamarca inclui Gronelândia | 125                   | 51.401       | 51.526              |
| 5     | China                        | 22.117                | 14.500       | 36.617              |
| 6     | Filipinas                    | 0                     | 36.269       | 36.269              |
| 7     | Estados Unidos               | 12.034                | 19.924       | 31.958              |
| 8     | Japão                        | 0                     | 29.751       | 29.751              |
| 9     | Noruega                      | 2.551                 | 25.148       | 27.699              |
| 10    | Austrália                    | 0                     | 25.760       | 25.760              |
| 11    | Brasil                       | 14.691                | 7.491        | 22.182              |
| 12    | Índia                        | 14.103                | 7.000        | 21.103              |
| 13    | Nova Zelândia                | 0                     | 15.134       | 15.134              |
| 14    | Grécia                       | 1.228                 | 13.676       | 14.904              |
| 15    | Argentina                    | 9.685                 | 4.984        | 14.674              |
| 16    | México                       | 4.353                 | 9.330        | 13.703              |
| 17    | Reino Unido                  | 360                   | 12.429       | 12.789              |
| 18    | Chile                        | 9.171                 | 6.435        | 12.606              |
| 19    | Cazaquistão                  | 12.107                | 0            | 12.107              |

## Menores extensões
- Vaticano - 3 km (terrestre)
- Mônaco - 7 km (5 terrestre, 2 mar)
- Tuvalu - 24 km (ilhas)
- Nauru - 30 km (ilha)
- São Marino - 39 km (terrestre)
- Liechtenstein - 76 km (terrestre)
- São Vicente e Granadinas - 84 km (ilhas)
- Granada (ilhas), Andorra (terrestre) - 121 km

## Contornos quanto à forma
Os contornos dos países definem a forma física, o mapa, do país. Nesse aspecto os países podem ser classificados como:
- de mapa "vertical", com sua maior extensão quase paralela aos meridianos. Exs: Chile (maior relação entre extensão "vertical" e a "horizontal"), Noruega, Suécia, Finlândia, Sérvia, Portugal, Líbano, Israel, Malauí, Vietnã, Taiwan, Guiana, Madagascar, Benim, Togo, Maldivas (Insular), Filipinas (muitas ilhas)
- de mapa "horizontal", com sua maior extensão na direção dos paralelos. Exs: Cuba, Panamá (sinuoso), Gâmbia, Eslováquia, Turquia, Iêmen, Nepal, Butão, Indonésia (bem irregular e insular).
- Há três ilhas de extensão quase na direção dos paralelos que abrigam dois países, um ao leste, outro no oeste: Hispaniola (Haiti - República Dominicana); Timor (Timor Oeste parte da Indonésia - Timor-Leste ); Nova Guiné (Irian Jaya parte da Indonésia - Papua-Nova Guiné).
- Há alguns países de forma “alongada” que se estendem em direções intermediárias entre paralelos a meridianos. Exs: Itália (NO-SE) com contorno bastante similar, mas a 90º, ao da Nova Zelândia (NE-SO); Eritreia (NE-SO); Marrocos com Saara Ocidental (NO-SE); Japão (NE-SO, insular);
- Têm formato aproximado de um quadrilátero alguns países da África: Guiné Equatorial, Costa do Marfim, Gana, Líbia, Egito.
- Apresentam linhas bastante regulares de contorno, quase elípticas, países como os pequenos Essuatíni e Lesoto, os também africanos Serra Leoa, Zimbábue, Tanzânia, também Uruguai, Nauru, Macedônia, Sri Lanca.
- O mapa da Índia tem uma forma bastante regular, um losango N-S/L-O, exceto pela irregularidade no extremo leste. A França é por vezes denominada l'hexagone por sua forma hexagonal, onde um das diagonais (Dunkerque-Perpignan) apresenta direçao N-S. Outro curioso formato é o da Somália, país conhecido devido a ele como o "chifre da África".
- Contornos bem irregulares se apresentam, por exemplo, na Ásia Central (Cazaquistão, Quirguistão, Tadjiquistão, Turcomenistão, Uzbequistão), na Tailândia, Azerbaijão, Croácia, Grécia (muitas ilhas), Bangladesh;

## Nota
1. ↑  Almanaque Abril 2009 - Editora Abril